# Перепьолкін Євген Якович
Євген Якович Перепьолкін (рос. Евгений Яковлевич Перепёлкин ; 4 березня 1906, Санкт-Петербург — 13 січня 1938, Маріїнськ) — радянський астроном. Молодший брат єгиптолога Юрія Яковича Перепьолкіна.

## Біографічні відомості
У 1925 закінчив Ленінградський університет, потім навчався в аспірантурі Пулковської обсерваторії. З 1929 працював у Пулковській обсерваторії (з 1934 — професор, завідувач лабораторією астрофізичного сектора).
Заарештовано 11 травня 1937 за так званою «Пулковською справою». Засуджений до 5 років ув'язнення.  Під час відбування покарання у Маріїнському ВТТ Красноярського краю засуджений до розстрілу Особливою трійкою НКВД. Реабілітований у 1956.
Основні наукові праці присвячені сонячній фізиці — дослідженню обертання Сонця, визначенню висоти флокул, вивченню природи протуберанців і структури хромосфери. Запропонував новий індекс далекої ультрафіолетової радіації Сонця, відповідальної за іонізацію верхніх шарів атмосфери Землі.  Виконав велику кількість спостережень з метою отримання довгих рядів цього індексу.  Поклав початок систематичним дослідженням Сонця як в Пулковській обсерваторії, так і в СРСР.  У 1931 виступив з ініціативою організації служби Сонця в СРСР, після створення цієї служби в 1932 очолив її.  Брав участь в створенні перших в СРСР сонячних спостережних приладів, зокрема подвійного спектрогеліографа і великого сонячного телескопа.  Був одним з головних організаторів спостережень повного сонячного затемнення 1936, учасник експедиції в Швецію для спостереження сонячного затемнення в 1927.  Займався вивченням змінних зір, метеорних потоків, Марса під час великого протистояння 1924.  Досліджував паралакс і власний рух зірки Барнарда.  Спільно з О.М.Дейчем в 1931—1932 виконав вимірювання та обробку знімків обраних майданчиків Каптейна з метою дослідження власних рухів зірок.
Іменем Перепьолкіна названі кратер Перепьолкін на Місяці і кратер на Марсі.

## Наукові праці
- Uber die Rotationsgeschwindigkeit der verschiedenen Schichten der Sonne // Zs. f. Astroph. 6, 1 und 2 Heft, 1933.
- Uber die Struktur der Sonnenchromosphere // Zs. f. Astroph. 6, с. 245-258, 1933.
- The ultra-violet radiation of the Sun and the prominences // Циркуляр ДАТ № 10, с.  7-8, 1934.
- Study of helium D3 line in the spectrum of chromosphere // Известия ДАТ № 122, с.  1-16, 1935 (спільно з О.О.Мельниковим)
- Проблема вращения Солнца, как она представляется в настоящее время // Успехи астрономических наук. Сборн. 4, с. 3-21, 1935
- Глава V в I томі і глава I в II томі пулковського курсу астрофізики.  1934, 1936 рр.
- Eigenbewengungen von 3189 Sternen in den Kapteynschen Arealen in den Zonen +75° und +60° und in dem Areal 28 (Zone +45°) // Праці ГАО, серія II, т. 45, 1935 (спільно з О.М.Дейчем ).